# Coelotes pedodentalis
Coelotes pedodentalis là một loài nhện trong họ Amaurobiidae.
Loài này thuộc chi Coelotes. Coelotes pedodentalis được miêu tả năm 2006 bởi Zhang et al..